# Attagenus kaniai
Attagenus kaniai – gatunek chrząszcza z rodziny skórnikowatych i podrodziny Attageninae.
Gatunek ten opisany został po raz pierwszy w 2008 roku przez Jiříego Hávę i Marcina Kadeja na łamach czasopisma „Genus”. Jako lokalizację typową wskazano farmę Richthofena w Windhuk na terenie Namibii. Epitet gatunkowy nadano na cześć koleopterologa Jarosława Kani.
Chrząszcz o jajowatym w zarysie i słabo wysklepionym ciele długości od 2,9 do 3,5 mm i szerokości od 1,6 do 2,4 mm. Głowa jest poprzeczna, zaopatrzona w oczy i przyoczko, drobno punktowana, szaro owłosiona, o lekko rozszerzonym nadustku. Czułki i głaszczki są ciemnobrązowe. U samicy ostatni człon czułków jest prawie tak długi jak dwa poprzednie razem wzięte, u samca zaś niemal dwukrotnie od nich dłuższy. Przedplecze również jest poprzeczne, drobno punktowane i szaro owłosione. Szaro owłosiona tarczka ma trójkątny kształt. Pokrywy są ciemnobrązowe, prawie czarne, drobno punktowane, oprócz owłosienia szarego zaopatrzone w owłosienie czarne tworzące trzy poprzeczne, nieregularne, poprzerywane przepaski w okolicy połowy ich długości. Przedpiersie ma długi i chudy wyrostek międzybiodrowy. Odnóża są brązowe z żółtoszarym owłosieniem, dwoma ciemnobrązowymi kolcami na szczytach goleni i prawie tak długimi jak golenie stopami. Na śródpiersiu, zapiersiu i sternitach odwłoka występuje gęste, szare owłosienie.
Owad afrotropikalny, znany tylko z Namibii.